# هاشم صفي الدين
السيّد هاشم صفي الدين (3 مايو 1964 – 3 أكتوبر 2024) هو عالم شيعي لبناني شغل منصب رئيس المجلس التنفيذي لحزب الله منذ عام 2001 حتى اغتياله في عام 2024. كان يعد الرجل الثاني في حزب الله قبل اغتيال حسن نصر الله في عام 2024.
وهو ابن خالة الأمين العام السابق حسن نصر الله.
في 3 أكتوبر 2024، ورد أن صفي الدين تعرض لغارة جوية إسرائيلية في بيروت؛ ومن غير الواضح ما إذا كان قد أُصيب بأذى. وفي 5 أكتوبر، أعلنت الإستخبارات الإسرائيلية عن مقتل صفي الدين. فيما لم يؤكد حزب الله أو ينفي هذه المعلومات المتعلقة بمقتل صفي الدين والقادة الآخرين في حينه حتى إعلان الحزب رسميًا عن وفاته في 23 أكتوبر 2024.

## النشأة
هاشم صفي الدين وُلد في عام 1964 في دير قانون النهر في جنوب لبنان، لعائلة شيعية. وهو ابن خال حسن نصر الله. أما شقيقه، عبد الله صفي الدين، فهو ممثل حزب الله في إيران.
درس هاشم صفي الدين العلوم الشرعية في النجف بالعراق وقم في إيران، مع نصر الله، حتى استدعاه حسن نصر الله إلى لبنان في عام 1994، ومنذ ذلك الحين، قام نصر الله بإعداده ليكون خليفته.

## المسيرة
في عام 1995، رُقّي هاشم صفي الدين إلى مجلس الشورى، وهو أعلى هيئة في حزب الله، وبعد ذلك عمل تحت قيادة عماد مغنية حتى اغتيال الأخير في عام 2008. كما عُيّن رئيسًا لمجلس الجهاد. يشرف المجلس التنفيذي، الذي يرأسه على الأنشطة السياسية والاجتماعية والتعليمية لحزب الله.
حتى اغتيال نصر الله في 27 سبتمبر 2024، كان صفي الدين واحدًا من ثلاثة قادة رئيسيين في حزب الله. أما القائدان الآخران فهما حسن نصر الله ونعيم قاسم. وكان يُعتبر الرجل الثاني بعد نصر الله.
في عام 2006، أفادت التقارير أن إيران رقت صفي الدين ليكون خليفة محتملاً لحسن نصر الله في منصب الأمين العام لحزب الله.
يُعد صفي الدين واحدًا من ستة رجال دين يشغلون عضوية مجلس الشورى في حزب الله. وهو رئيس المجلس التنفيذي للجماعة، المعروفة أيضًا باسم الشورى التنفيذية، الذي اُنتخب فيه خلال اجتماع الجمعية العامة في يوليو 2001. كما أنه واحد من تسعة أعضاء في مجلس شورى القرار، الذي يُعتبر أعلى هيئة قيادية في الجماعة.
في أكتوبر 2008، اُنتخب صفي الدين ليخلف نصر الله كأمين عام لحزب الله في الاجتماع العام. وكان تعيينه كخليفة محتمل لنصر الله مدعومًا من الإيرانيين. في عام 2009، اُنتخب هاشم صفي الدين مجددًا في مجلس الشورى. وفي نوفمبر 2010، عُيّن قائدًا عسكريًا لحزب الله في منطقة جنوب لبنان.
في عام 2017، صُنف هاشم صفي الدين كإرهابي من قبل وزارة الخارجية الأمريكية والمملكة العربية السعودية. وفي عام 2018، فُرضت عليه عقوبات من قبل الولايات المتحدة وبعض الدول العربية، بما في ذلك السعودية، الإمارات العربية المتحدة والبحرين، بالإضافة إلى تسعة شخصيات رفيعة أخرى من حزب الله.
بعد اغتيال حسن نصر الله، اعتُبر صفي الدين المرشح الأوفر حظًا لتولي المنصب. يُعرف بتشابهه مع نصر الله في المظهر وأسلوب الحديث، بما في ذلك مشكلة النطق المشتركة بينهما، ولديه علاقات قوية مع إيران ونظام المرشد الأعلى.

## اغتياله
في ليلة 3 أكتوبر 2024، استهدفت غارة جوية إسرائيلية هاشم صفي الدين في الضاحية الجنوبية، إحدى ضواحي بيروت التي تعد معقلاً لحزب الله. استهدفت الغارة مخبأً تحت الأرض يُعتقد أيضًا أن رئيس استخبارات حزب الله حسين حازمة ("مرتضى") كان موجودًا فيه. وذكر حزب الله أنها فقدت الاتصال بصفي الدين مُنذ ذلك الحين وبقي مصيره مجهولاً، حتى إعلان حزب الله رسميًا عن وفاته في 23 أكتوبر 2024، بعد يوم من إعلان الجيش الإسرائيلي مقتله مع علي حسين هزيمة وأعضاء آخرين بارزين في حزب الله.

## الحياة الشخصية
في يونيو 2020، تزوج ابنه رضا هاشم صفي الدين من زينب سليماني، ابنة قائد فيلق القدس السابق قاسم سليماني الذي قُتل في غارة جوية أمريكية في العراق في يناير 2020.